# Rataje (okres Benešov)
Obec Rataje se nachází v okrese Benešov, kraj Středočeský. Žije zde 165 obyvatel.
Ve vzdálenosti 6 km západně leží město Vlašim, 22 km severozápadně město Benešov, 30 km východně město Světlá nad Sázavou a 33 km jihovýchodně město Humpolec.

## Historie
První písemná zmínka o obci pochází z roku 1395.

### Územněsprávní začlenění
Dějiny územněsprávního začleňování zahrnují období od roku 1850 do současnosti. V chronologickém přehledu je uvedena územně administrativní příslušnost obce v roce, kdy ke změně došlo:
- 1850 země česká, kraj České Budějovice, politický okres Benešov, soudní okres Vlašim[4]
- 1855 země česká, kraj Tábor, soudní okres Vlašim
- 1868 země česká, politický okres Benešov, soudní okres Vlašim
- 1937 země česká, politický i soudní okres Vlašim[5]
- 1939 země česká, Oberlandrat Německý Brod, politický i soudní okres Vlašim[6]
- 1942 země česká, Oberlandrat Praha, politický okres Benešov, soudní okres Vlašim[7]
- 1945 země česká, správní i soudní okres Vlašim[8]
- 1949 Pražský kraj, okres Vlašim[9]
- 1960 Středočeský kraj, okres Benešov
- 2003 Středočeský kraj, okres Benešov, obec s rozšířenou působností Vlašim

## Památky a zajímavosti
- Ratajská kaple uvnitř s modelem Velkého Blaníku s rytíři uvnitř bájné hory podle staré české pověsti řezbáře Františka Kupsy, který z Rataj pocházel. Kaple je též na ratajské vlajce a ve znaku obce.
- Památník padlým v první světové válce
- Křížek před č. p. 17 datovaný 1874

## Doprava
Dopravní síť
- Pozemní komunikace – Do obce vedou silnice III. třídy.

- Železnice – Železniční trať ani stanice na území obce nejsou.

Veřejná doprava 2012
- Autobusová doprava – V obci měly zastávky autobusové linky Vlašim-Zruč nad Sázavou (v pracovních dny a v sobotu 1 spoj) a Vlašim-Rataje (v pracovní dny 4 spoje) (dopravce ČSAD Benešov, a. s.).

## Turistika
Obcí vede turistická trasa  Vlašim - Trhový Štěpánov.

## Galerie

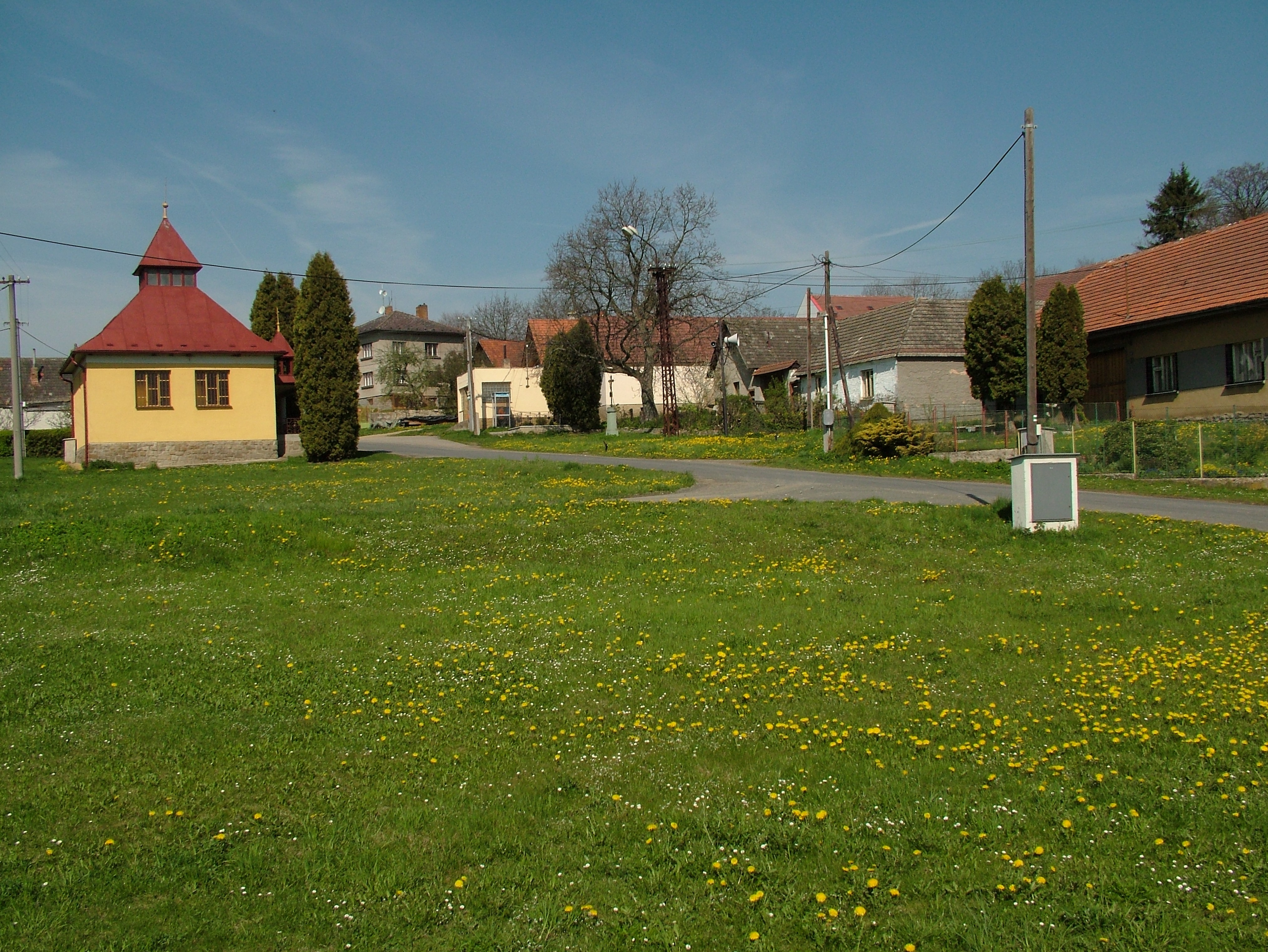
Pohled ke kapli
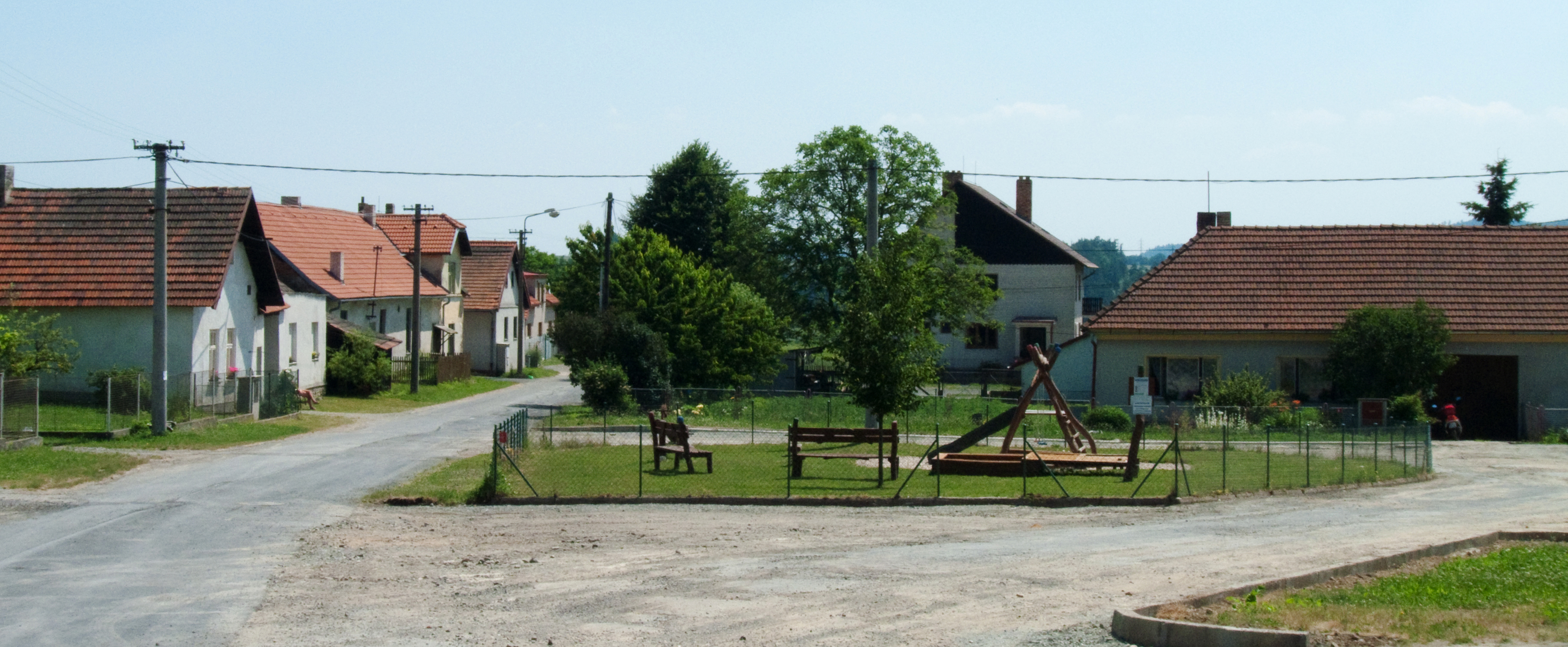
Náves s dětským hřištěm
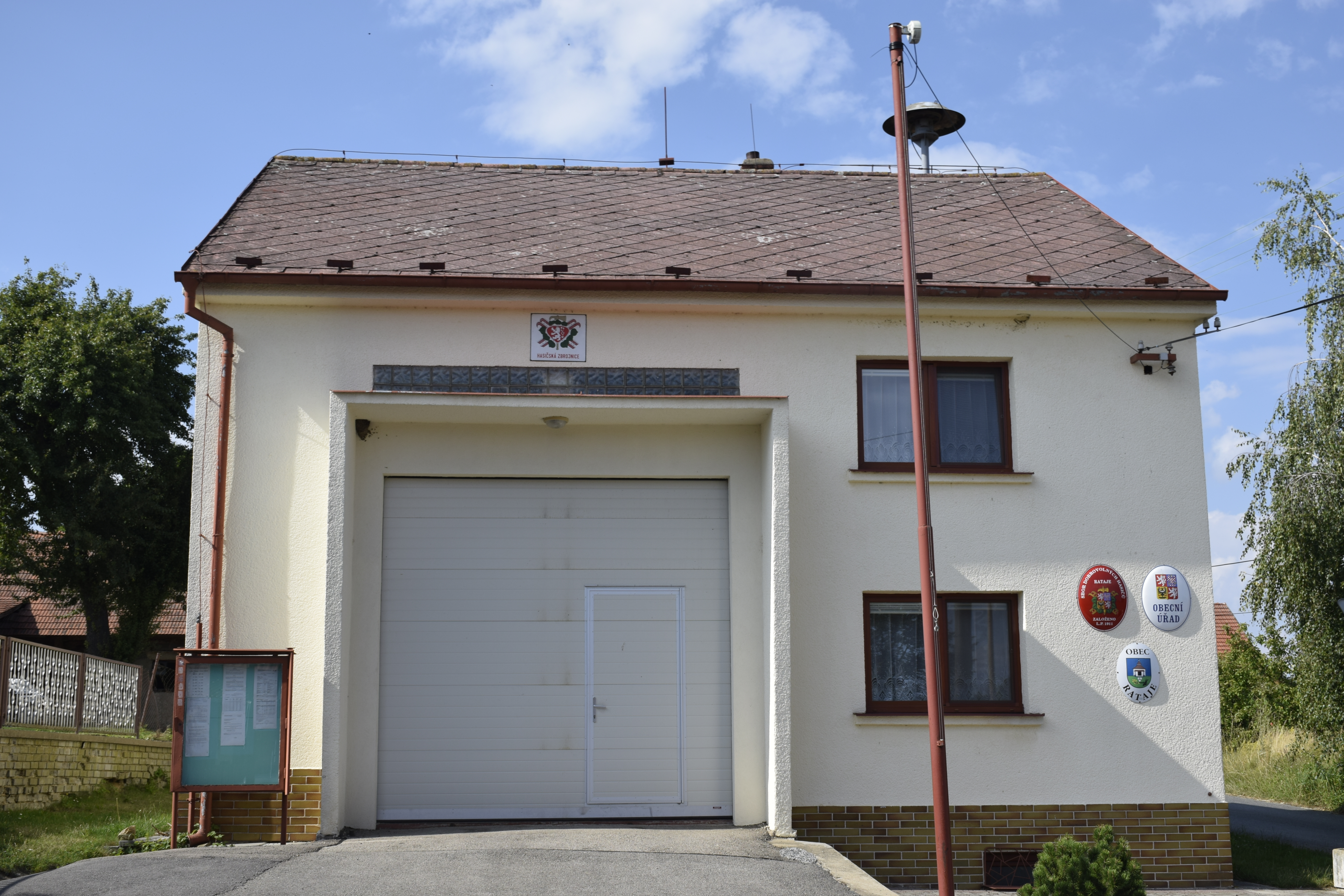
Požární zbrojnice
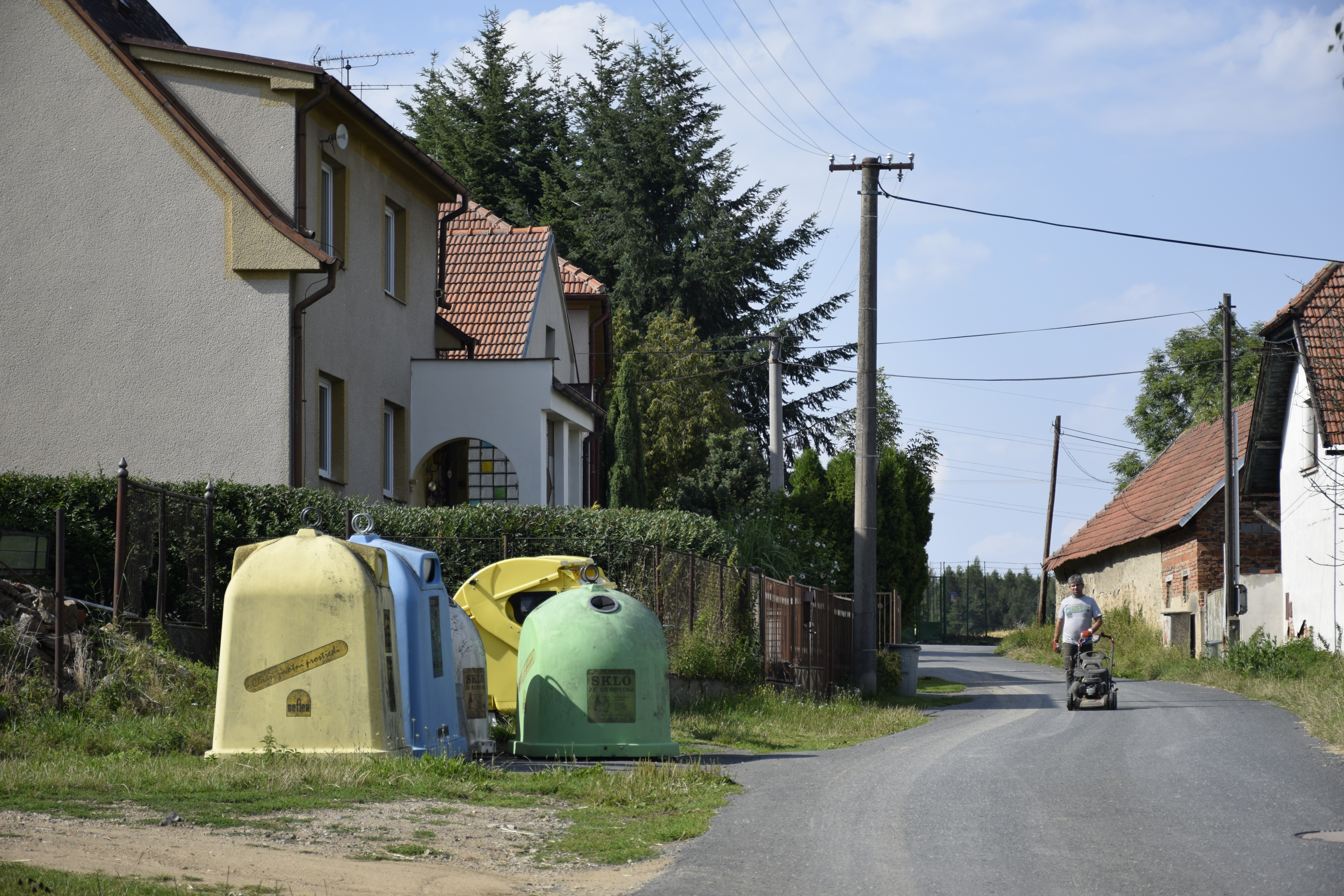
Ulice